# Rasbo härad

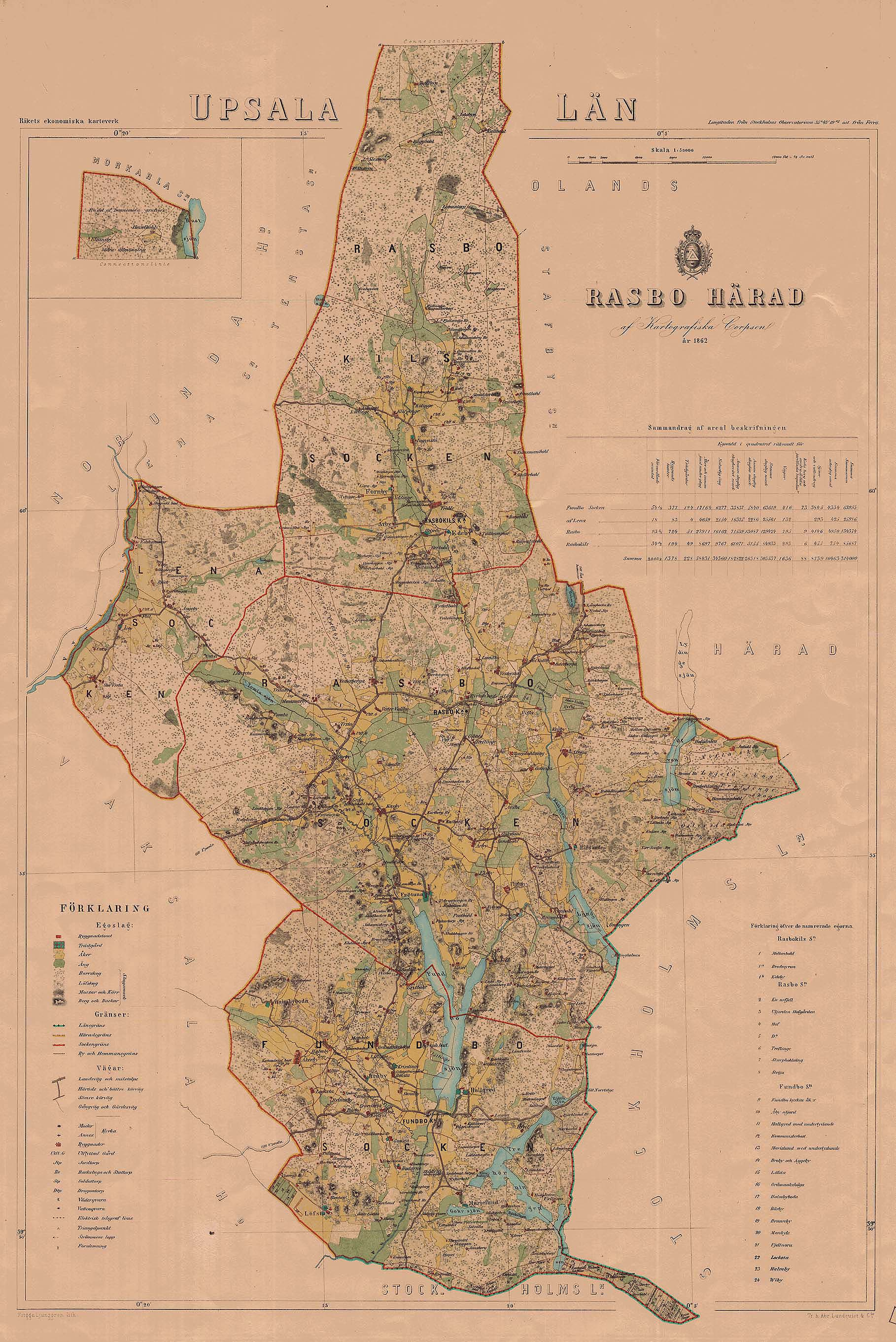
Rasbo härad år 1862

Rasbo härad var ett  härad i mellersta Uppland. Det omfattade delar av nuvarande Uppsala kommun i Uppsala län.  Dess totala areal mätte knappt 288 km² och befolkningen uppgick år 1914 till 3 545 invånare. Dess namn lever kvar som beteckning för hela bygden längs med länsväg 288 mellan Uppsala och Alunda. 

## Geografi
Rasbo härad var huvudsakligen en kullig, av flera dalgångar sönderdelad, stenbunden slättbygd belägen kring Funboåns mellersta lopp och dess nordliga tillflöden, mest kuperat i söder och skogbevuxet i norr. Häradet gränsade mot Vaksala och Norunda härader i väster, Olands och Närdinghundra härader i öster och till Långhundra härad i söder. 
Häradet saknade köpingar och municipalsamhällen men den största tätorten är numera Gåvsta belägen 19 kilometer öster om Uppsala.

### Socknar
Rasbo härad omfattade:
- Rasbo
- Rasbokil
- Funbo

Häradet omfattade förutom sina tre socknar före 1716 även delar av Almunge socken i Närdinghundra härad samt före 1889 delar av Ärentuna och Lena socknar i Norunda härad.

## Historia
Rasbo härad, som under slutet av 1200-talet skrevs Resbohundæri vilket då betecknade såväl häradet som socknen, var en del av det medeltida uppländska folklandet Tiundaland. Häradets tingsplats var belägen vid Hofs gästgivargård, inte långt från Rasbo kyrka. Alla häradets tre kyrkor uppfördes någon gång under 1200-talet - Funbo kyrka eventuellt i slutet på 1100-talet. Rasbo kyrka är en av de största kyrkorna på den uppländska landsbygden. Den ansågs betydelsefull på grund av den källa, kallad S:t Olofs källa, som fanns murad under dess torn. Bygden är en av Sveriges fornminnestätaste, med tusentals registrerade punkter och inte mindre än tio fornborgar.
I fredsförhandlingarna efter Engelbrektsfejden år 1435 förlänades Engelbrekts närmaste man Erik Puke Rasbo härad som pant. Engelbrekt själv fick Örebro län. Efter nya uppror i Södermanland kom dock Erik Puke att avrättas i Stockholm år 1437.

## Län, fögderier, domsagor, tingslag och tingsrätter
Häradet har från 1634 hört till Uppsala län. Församlingarna i häradet tillhör(de) Uppsala stift.
Häradets socknar hörde till följande fögderier:
- 1720-1878 Uppsala läns Fjärde fögderi
- 1879-1885 Uppsala läns Tredje fögderi
- 1886-1917 Uppsala läns mellersta fögderi
- 1918-1966 Tiunda fögderi
- 1967-1990 Uppsala fögderi

Häradets socknar tillhörde följande domsagor, tingslag och tingsrätter:
- 1680-1903 Rasbo tingslag i 
  - 1680-1689 Bälinge, Vaksala, Rasbo, Ulleråker, Hagunda, Norunda och Örbyhus häraders domsaga
  - 1689-1714 Bälinge, Vaksala, Rasbo, Norunda och Örbyhus häraders domsaga
  - 1715-1852 Hagunda, Lagunda, Bälinge, Vaksala, Rasbo, Ulleråkers domsaga kallad Uppsala läns mellersta domsaga
  - 1853-1903 Uppsala läns mellersta domsaga
- 1904-1970 Tiunda tingslag i Uppsala läns mellersta domsaga till 1927, Uppsala läns södra domsaga därefter

- 1971-1973 Uppsala läns norra tingsrätt och dess domsaga för Rasbo och Rasbokils socknar
- 1971- Uppsala tingsrätt och dess domsaga från 1974 för Rasbo och Rasbokils socknar

### Webbkällor
- Nationella arkivdatabasen för uppgifter om fögderier, domsagor, tingslag och tingsrätter